# Sanktuarium Matki Boskiej Płaczącej w Treviglio
Sanktuarium Matki Boskiej Płaczącej w Treviglio (wł. Santuario della Madonna delle Lacrime) – rzymskokatolicki kościół i sanktuarium we włoskim Treviglio (region Lombardia).

## Historia i architektura
Zespół został zbudowany w latach 1594–1619 z inicjatywy mieszkańców miasta. 28 lutego 1522, gdy wojska francuskie planowały zniszczenie Treviglio, obraz Madonny z Dzieciątkiem namalowany na ścianie klasztoru Sant'Agostino zaczął łzawić. Francuski marszałek Odet de Foix, cechujący się silnym kultem maryjnym, oszczędził w wyniku tego miasto przed grabieżą. Proces uwierzytelnienia cudu rozpoczął w 1583 św. Karol Boromeusz. Zakończył się on w 1591, kiedy to podjęto decyzję o budowie sanktuarium. Rada gminy zdecydowała w 1591 o wyborze czterech superintendentów, którzy zapewnią wzniesienie zespołu budowli i 25 marca 1594 rozpoczęto prace. Całość zaprojektował architekt Tolomeo Rinaldi. Poświęcenia kościoła dokonał kardynał Federico Borromeo podczas uroczystości w dniach 15–16 czerwca 1619. 
21 lutego 1658 zawaliła się dzwonnica kościoła. W 1668 podjęto decyzję o budowie nowego, marmurowego ołtarza. W 1705 oddano do użytku nową fasadę. W 1719 powstał fresk autorstwa Gianluca i Carlo Molinariego. W 1835 wzniesiono nową dzwonnicę. 28 lutego 1899 kardynał Andrea Ferrari położył kamień węgielny pod rozbudowę sanktuarium według projektu architekta Cesarego Navy. 25 kwietnia 1902 cudowny obraz został przeniesiony do zrekonstruowanego ołtarza w nowym prezbiterium. Konsekracji nowego obiektu dokonał kardynał Ferrari podczas uroczystości w dniach 9-12 sierpnia 1902. W 1913 malarz z Brescii, Gaetano Cresseri przedstawił szkice dekoracji wnętrz. Po jego śmierci prace dekoracyjne kontynuował Giovanni Bevilacqua (od 1933). Ukończył je w 1941.
Od 1970 prowadzono w zespole prace konserwatorskie. W 2017 przeprowadzono renowację dachu i zewnętrznych elewacji bocznych. W latach 2018–2020 prace renowacyjne dotyczyły wnętrz obiektu.

## Galeria

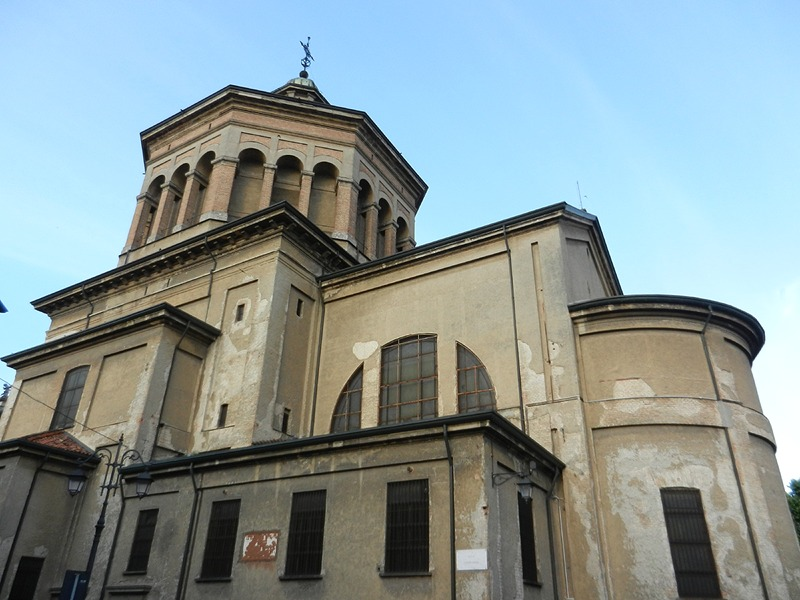
Prezbiterium i kopuła z zewnątrz
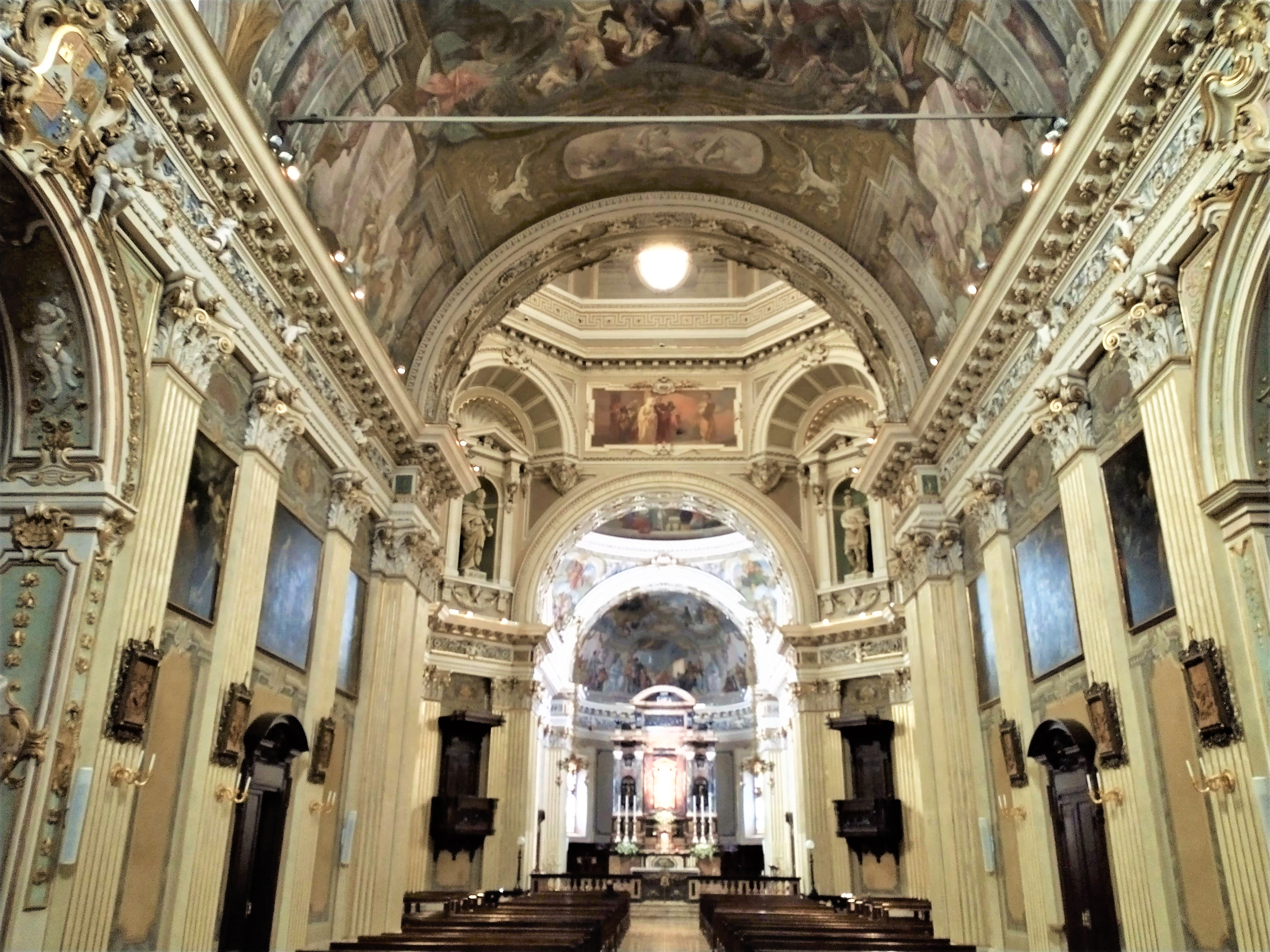
Wnętrze
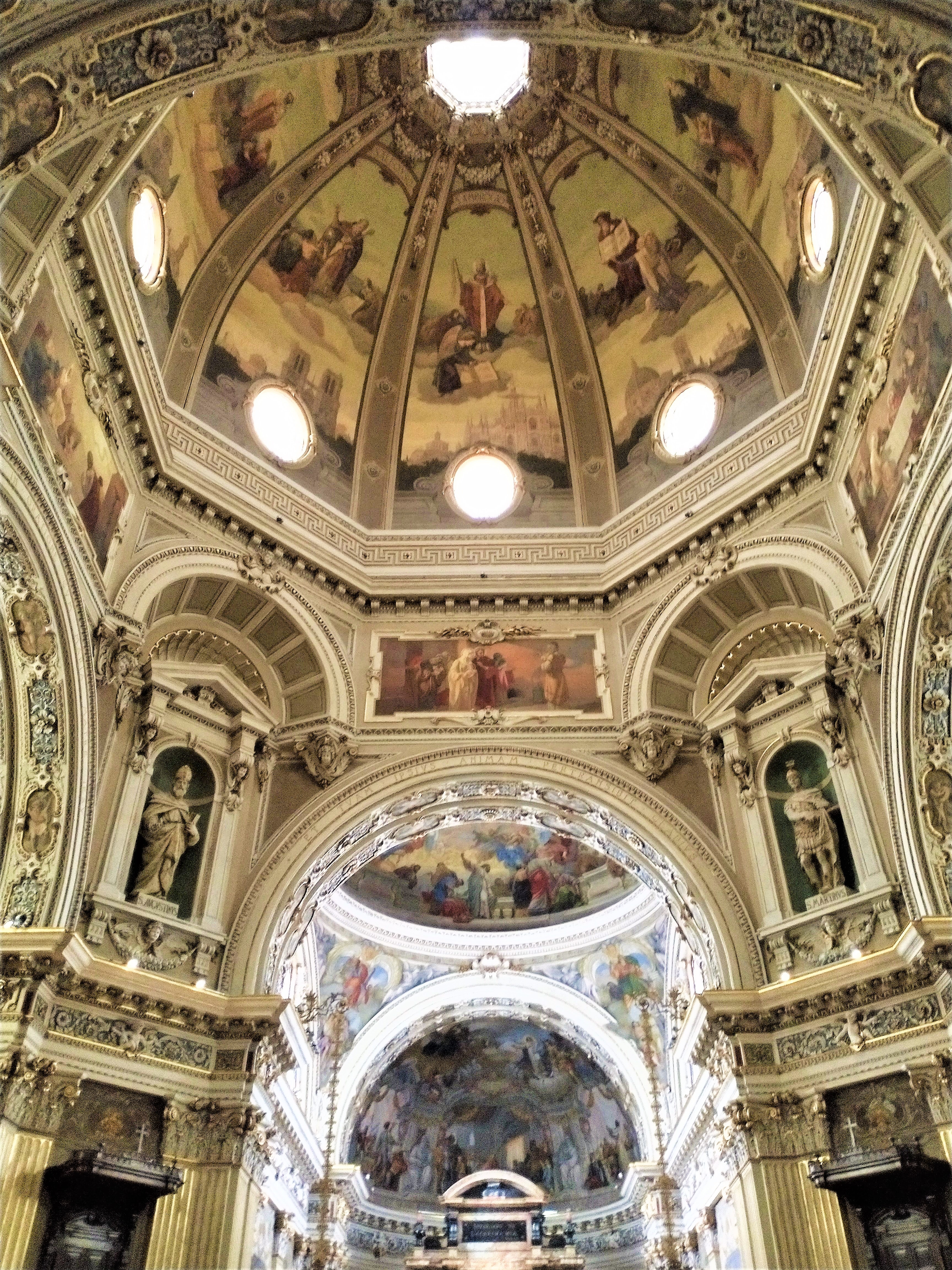
Kopuła
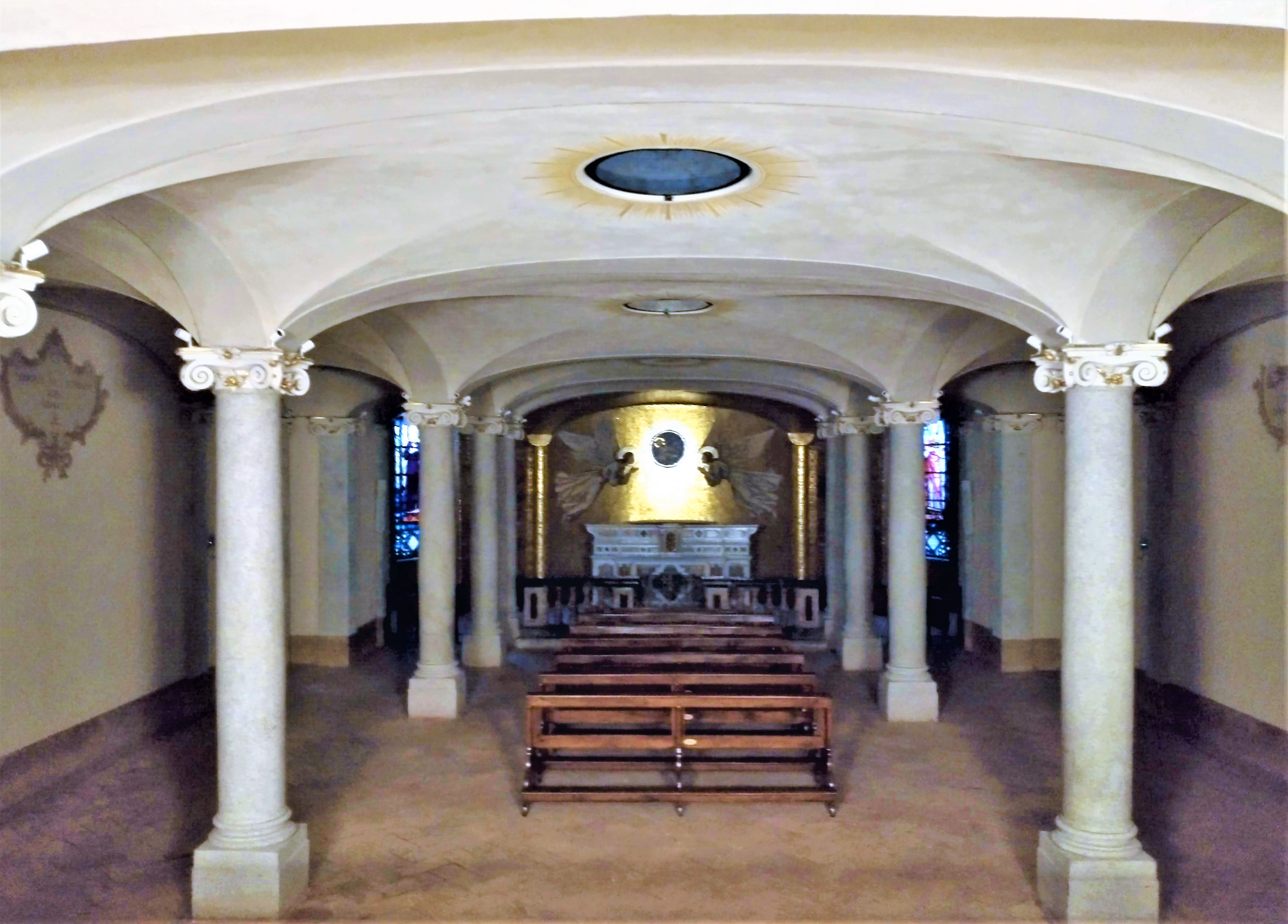
Krypta